# سوء تصرف (فلم)
سوء تصرف (بالإنجليزية: Misconduct) هو فيلم أمريكي صدر في 2016، من إخراج شينتارو شيموساوا وكتابة كل من سيمون بوريس وأدم ماسون، بطولة جوش دوهامل، أليس إيف، مالين أكرمان، لي بيونغ هون، أنتوني هوبكنز، غلين باول، جوليا ستايلز وآل باتشينو. صدر الفيلم في 5 فبراير 2016 كإصدار محدود ومن خلال فيديو حسب الطلب.

## الإنتاج

### التصوير
انطلق التصوير الرئيسي للفيلم بتاريخ 20 مارس 2015 في نيو أورلينز، لويزيانا (الولايات المتحدة).

## الصدور
في 1 أبريل 2015، حصلت شركة ليونزغيت إنترتاينمنت على حقوق الفيلم، لتمنحها لأحد فروعها ليونزغيت بريميور. وصدر الفيلم كإصدار محدود وضمن فيديو حسب الطلب، في 5 فبراير 2016.

## الاستقبال
تلقى الفيلم انتقادات سلبية من طرف النقاد، بحيث حصل الفيلم على نسبة 7% «فاسد» في موقع روتن توميتوز بناء على 26 مراجعة، بمتوسط تقييم حوالي 2,5/10. أما في موقع ميتاكريتيك فقد حصل الفيلم على 24 درجة من أصل مئة، على أساس 10 نقاد، مشيرين إلى «غير مرغوب فيه».

## روابط خارجية
- مقالات تستعمل روابط فنية بلا صلة مع ويكي بيانات